# Pellobunus longipalpus
Pellobunus longipalpus is een hooiwagen uit de familie Samoidae.